# Rangipukea Island
Rangipukea Island ist eine Insel in der Region Waikato im Norden der Nordinsel von Neuseeland.

## Geographie
Rangipukea Island befindet sich westlich der Coromandel Peninsula und rund 950 m vor dem Naturhafen Te Kouma Harbour. Die 34,7 Hektar große Insel besitzt eine Längenausdehnung von rund 1,45 km in Nordnordwest-Südsüdost-Richtung und misst an der breitesten Stelle rund 470 m in Westsüdwest-Ostnordost-Richtung. Die höchste Erhebung ist mit 68 m an den nordwestlichen Klippen zu finden.
Rund 930 m südlich ist die Nachbarinsel Wekarua Island zu finden, sowie rund 365 m östlich von ihr die kleine Insel Tataweka Island.